# 壮瞥川
壮瞥川（そうべつがわ）は、北海道胆振総合振興局管内を流れる二級河川。長流川水系の支流である。

## 地理
北海道胆振総合振興局壮瞥町と洞爺湖町に跨る洞爺湖（壮瞥川放流施設）で源を発した直後に壮瞥滝を経て、壮瞥町滝之町を貫流し、昭和新山の火山活動によって堰き止められた新山沼を経たのち本流の長流川に合流する。

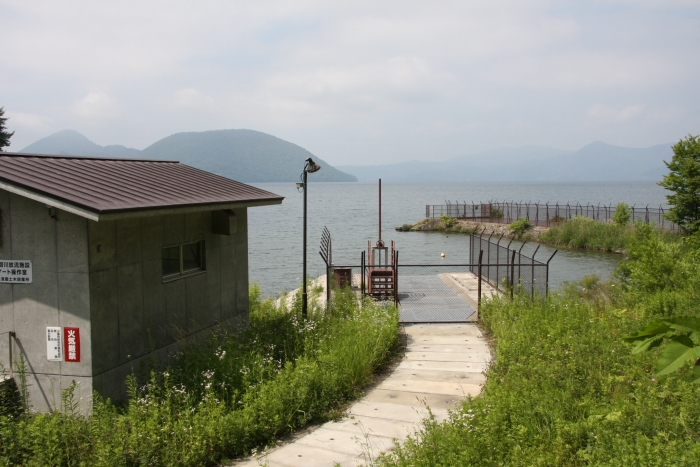
洞爺湖の壮瞥川放流施設（水源）

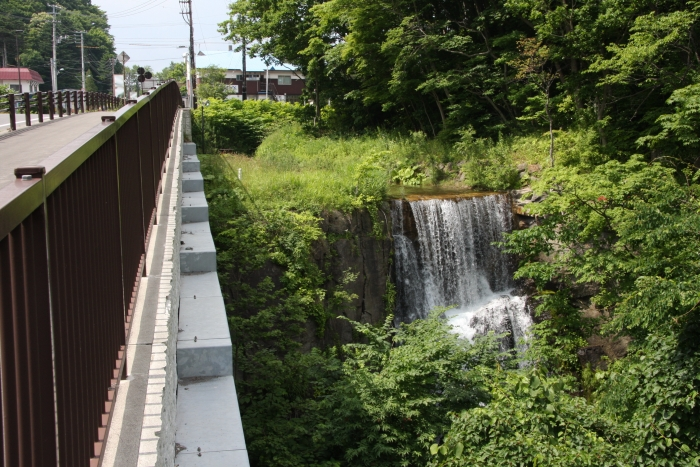
北海道道2号洞爺湖登別線沿いにある壮瞥滝

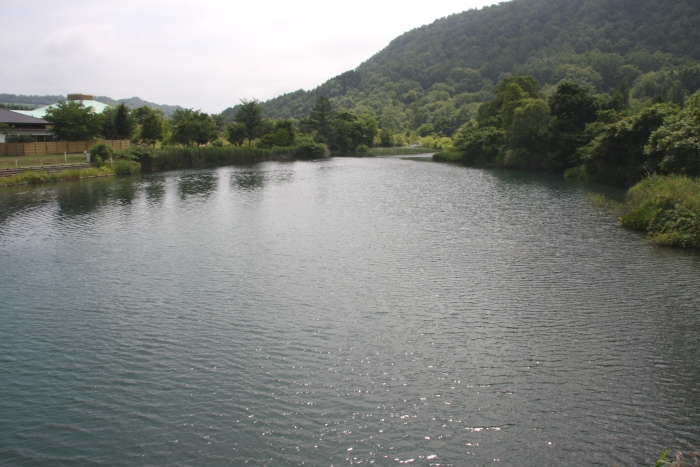
堰止湖の新山沼

## 名称の由来
「ソペッ（so-pet）」（滝・川）に由来。この名称は洞爺湖からが流れ出す地点にある現在の壮瞥滝、アイヌ語名「ポロソ（poro-so）」（大・滝）から付いた名で、水力発電が開始される前の水量が多かったころは大変大きな滝であったという。

## 利水および治水
洞爺湖から滝之町までの落差を利用して出力500kWの水力発電を行う壮瞥発電所が稼動している。
洞爺湖の流出口にある壮瞥滝（落差18m）や、昭和新山の火山活動によって堰き止められた新山沼は、景観の良さから観光スポットとして整備されている。

## 流域の自治体
北海道
胆振総合振興局壮瞥町

## 支流
- ソウベツ川（洞爺湖に流入）[2]

## 主な橋梁
- 滝の下橋 - 国道453号
- 栄橋 - 国道453号
- 紫明苑橋
- 建部橋
- 新山橋 - 国道453号